# Tiếng Bambara
Tiếng Bambara (Bamanankan) là lingua franca và là một ngôn ngữ quốc gia của Mali, được nói bởi khoảng 14 triệu người, trong đó có 4 triệu người Bambara và 10 triệu người nói như ngôn ngữ thứ hai. Ước tính rằng 80% dân số Mali nói tiếng Bambara ở một mức độ nào đó. Ngôn ngữ này có cấu trúc chủ-tân-động, với phần ngữ âm gồm hai thanh.

## Phân loại
Tiếng Bambara thuộc về một nhóm các ngôn ngữ có liên quan chặt chẽ gọi là Manding-từng là những ngôn ngữ chính tại đế quốc Mali thời Trung cổ. Các ngôn ngữ Manding được người bản ngữ xem là có thể thông hiểu lẫn nhau ở mức nào đó; và được nói bởi từ 30 tới 40 triệu người tại các quốc gia gồm Burkina Faso, Senegal, Guinea Bissau, Guinea, Liberia, Bờ Biển Ngà và Gambia. Manding là một phần của nhóm Mandé lớn hơn.

## Ngữ âm

### Phụ âm
|          | Môi | Môi | Chân răng | Chân răng | Vòm | Vòm | Ngạc mềm | Ngạc mềm | Thanh hầu |
| -------- | --- | --- | --------- | --------- | --- | --- | -------- | -------- | --------- |
| Mũi      | m   | m   | n         | n         | ɲ   | ɲ   | ŋ        | ŋ        |           |
| Tắc      | p   | b   | t         | d         | t͡ʃ  | d͡ʒ  | k        | ɡ        |           |
| Xát      | f   | f   | s         | z         | (ʃ) | (ʃ) | (ɣ)      | (ɣ)      | h         |
| Tiếp cận | w   | w   | l         | l         | j   | j   |          |          |           |
| Rung     |     |     | r         | r         |     |     |          |          |           |

### Nguyên âm
|          | Trước  | Sau    |
| -------- | ------ | ------ |
| Đóng     | i iː ĩ | u uː ũ |
| Nửa đóng | e eː ẽ | o oː õ |
| Nửa đóng | ɛ ɛː ɛ̃ | ɔ ɔː ɔ̃ |
| Mở       | a aː ã |        |